# Andrew Jotischky
Andrew Jotischky (ur. 1965) – brytyjski historyk, mediewista.
Pracował w Lancaster University. Zajmuje się dziejami wypraw krzyżowych.

## Wybrane publikacje
- The Perfection of Solitude. Monks and Hermits in the Crusader States, 1995.
- The Carmelites and Antiquity: Mendicants and their Pasts in the Middle Ages, 2002.
- Crusading and the Crusader States, 2004.

## Publikacje w języku polskim
- Wyprawy krzyżowe i państwa krzyżowców, przeł. z Eugeniusz Możejko, Warszawa: Książka i Wiedza 2007.